# William Thomas
William Isaac Thomas (ur. 13 sierpnia 1863 w Russell County, zm. 5 grudnia 1947 w Berkeley) – socjolog amerykański.

## Życiorys
Był jednym z twórców amerykańskiej socjologii oraz psychologii społecznej. Był profesorem socjologii uniwersytetu w Chicago (1895–1918), a także New School for Social Research w Nowym Jorku (1923–1928) oraz Harvard University w Cambridge (1936–1937).
Jego najważniejszą pracą była licząca 5 tomów monografia o życiu polskich emigrantów w Stanach Zjednoczonych: The Polish Peasant in Europe and America (Chłop polski w Europie i Ameryce, wyd. polskie Warszawa 1976), napisana wspólnie z Florianem Znanieckim oraz wydana w latach 1918–1920. Obaj uczeni przy pisaniu tej pracy zastosowali nowatorską metodę badania dokumentów osobistych, takich jak autobiografie, listy czy pamiętniki, dzięki niej mogli poznać subiektywne wrażenia badanych osób.
Inne prace Thomasa to:
- Sex and Society (1907)
- The Unadjusted Girl (1923)
- The Child in America (1928)
- Primitive Behaviour (1937)